# Parereis javanica
Parereis javanica là một loài bọ cánh cứng trong họ Cerambycidae.